# NGC 5220
NGC 5220 је спирална галаксија у сазвежђу Кентаур која се налази на NGC листи објеката дубоког неба.
Деклинација објекта је - 33° 27' 16" а ректасцензија 13h 35m 56,7s. Привидна величина (магнитуда) објекта NGC 5220 износи 12,3 а фотографска магнитуда 13,2. NGC 5220 је још познат и под ознакама ESO 383-36, MCG -5-32-46, IRAS 13330-3311, ""Sombrero"", PGC 47972.